# Steinau an der Straße
Steinau an der Straße település Németországban, Hessen tartományban. Lakosainak száma 10 381 fő (2023. december 31.). Steinau an der Straße Schlüchtern és Bad Soden-Salmünster községekkel határos.

## Népesség
A település népességének változása:
| Lakosok száma | 10 373 | 10 344 | 10 275 | 10 275 | 10 236 | 10 371 | 10 381 |
|               | 2015   | 2017   | 2018   | 2019   | 2021   | 2022   | 2023   |